# Lednik Aksu
Lednik Aksu är en glaciär i Kirgizistan. Den ligger i den nordöstra delen av landet, 210 km öster om huvudstaden Bisjkek. Lednik Aksu ligger 3 893 meter över havet.
Terrängen runt Lednik Aksu är bergig söderut, men norrut är den kuperad. Runt Lednik Aksu är det ganska glesbefolkat, med 23 invånare per kvadratkilometer. Det finns inga samhällen i närheten. Trakten runt Lednik Aksu består i huvudsak av gräsmarker.